# 192 v. Chr.
Portal Geschichte | Portal Biografien | Aktuelle Ereignisse | Jahreskalender | Tagesartikel

◄ |
3. Jahrhundert v. Chr. |
2. Jahrhundert v. Chr. |
1. Jahrhundert v. Chr. |
►

◄ | 210er v. Chr. | 200er v. Chr. | 190er v. Chr. | 180er v. Chr. |
170er v. Chr. |
►

◄◄ | ◄ | 195 v. Chr. | 194 v. Chr. | 193 v. Chr. | 192 v. Chr. |
191 v. Chr. |
190 v. Chr. |
189 v. Chr. |
► |
►►
Staatsoberhäupter

## Ereignisse

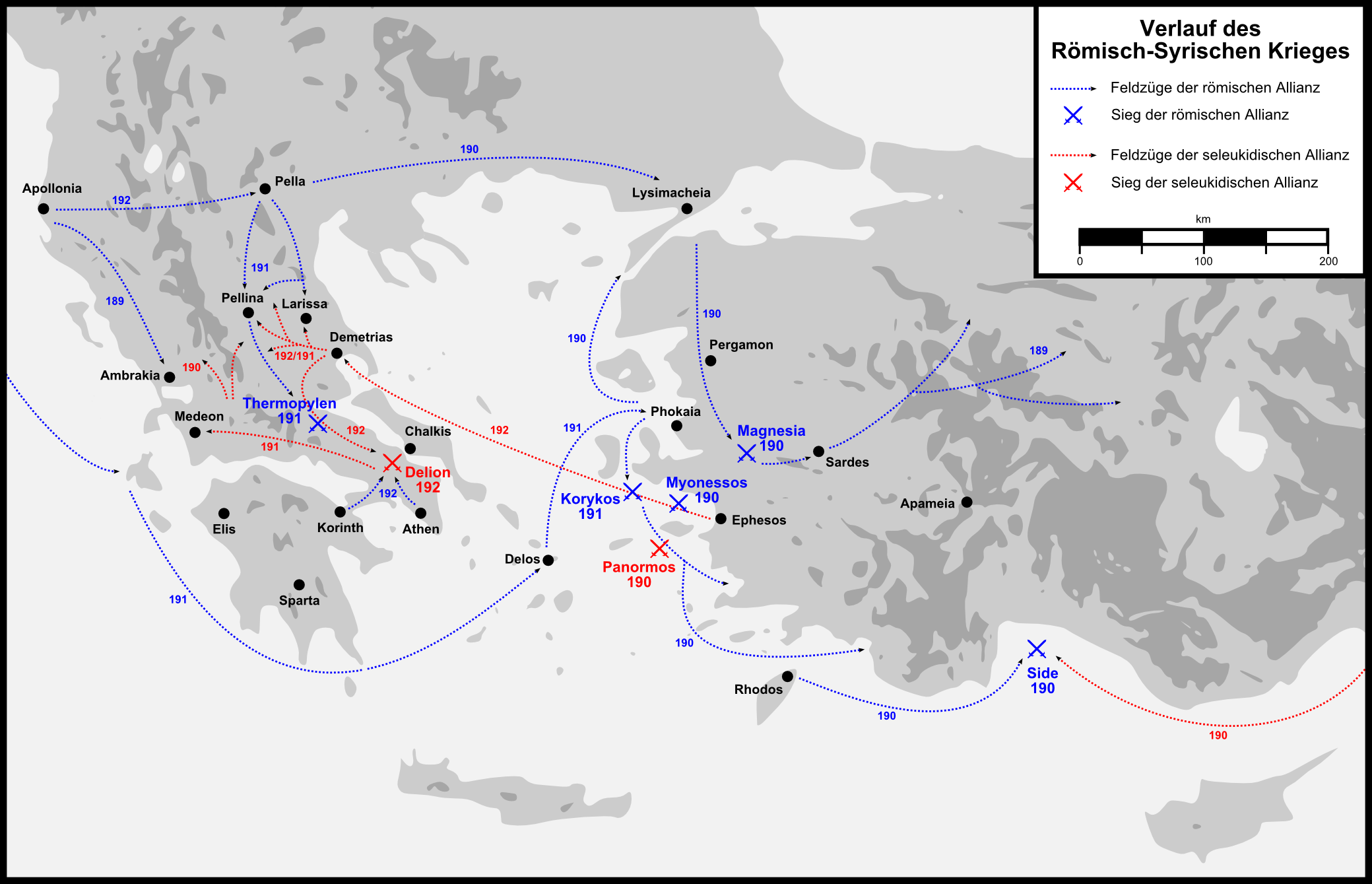
Verlauf der Kriegshandlungen im Römisch-Syrischen Krieg 192 bis 188 v. Chr.

- Frühjahr/Sommer: Nachdem der Magnetarch der griechischen polis Demetrias dem römischen Feldherrn Titus Quinctius Flamininus eine imperialistische Politik vorgeworfen hat, muss er aus der Stadt fliehen und es wird eine romfreundliche Regierung eingesetzt. Nachdem Flamininus wieder nach Rom zurückgekehrt ist, wird der Magnetarch jedoch von aitolischen Truppen zurück in die Stadt geleitet und übernimmt gewaltsam die Kontrolle. Die Aitoler versuchen in der Folge auch in der Stadt Chalkis einen Umsturz herbeizuführen und Nabis, den König von Sparta, für ein Bündnis gegen Rom zu gewinnen, beides vergeblich. Nabis wird von dem Aitolern bei einem gemeinsamen Manöver ermordet, doch gelingt es ihnen nicht, die Kontrolle über die Stadt zu erringen.
- Rom ist keineswegs bereit, den Abfall Demetrias’ hinzunehmen, weshalb der Gesandte Publius Villius Tappulus der Stadt Konsequenzen androht und damit indirekt auch den Aitolern. Da eine aitolische Niederlage auch Auswirkungen auf das mit ihnen verbündete Seleukidenreich haben würde, reagiert dessen Herrscher Antiochos III. mit einer Invasion in Griechenland, ohne darauf jedoch besonders vorbereitet zu sein. Dem folgenden Römisch-Syrischen Krieg zwischen Seleukiden und Römern und den jeweiligen Verbündeten ist ein vierjähriger kalter Krieg vorausgegangen, bei dem es den beiden Großmächten nicht gelungen ist, ihre Interessensphären gegeneinander abzustecken.
- Antiochos wird bei seiner Ankunft in Demetrias von den romfeindlichen Stadtherren freundlich begrüßt. Er zieht weiter und erobert nach einem kleineren Gefecht mit römischen Einheiten Chalkis. Trotz dieses Erfolges bleiben die griechischen Staaten Antiochos gegenüber reserviert und verhalten sich abwartend. Im Winter fällt die seleukidisch-aitolische Allianz im romfreundlichen Thessalien ein.

In Rom kommt es an 38 Tagen zu Erdbeben.

## Gestorben
- Nabis, König von Sparta